# Statul Șirvanșahilor
Statul Șirvanșahilor sau Șirvan, cel mai durabil stat medieval din Azerbaidjan (799-1538).
Datorita dezvoltării în continuare a țării din punct de vedere economic și politic, precum și ca urmare a luptei populației locale impotrivă Califatului, în sec. IX au apărut câteva state noi pe teritoriul Azerbaidjanului. Cel mai puternic dintre acestea era Șirvan în fruntea căruia se aflau Șirvanșahii. Acesta cuprindea Șirvanul și teritoriul de la Marea Caspică până la răul Alazan și de la conflenta răurilor Araks și Kura până la Derbend. Capitala statului era Șamahî. Profitând de certurile interne din Califat Șirvanșahii s-au declarat independenți la jumatatea sec. IX. Statul acestora, care a existat până în sec. XVI, a jucat un rol important în istoria Azerbaidjanului în Evul Mediu.
Decursul istoriei statului Șirvan, au existat trei dinastii de Șirvanșahi:
- Mazayadi 799-1024 (Mazyadizi)
- Kasrani 1024-1382 (Kasranizi)
- Darbandi 1382-1538 (Derbendizi)

Mazyadizii aveau rădăcinile arabe, iar Kasranizii cele persane. Numai dinastia Derbendizilor (după numele orașului Derbent) a avut originea locală.
Statul Șirvan, care ocupa zona nord-estică a Azerbaidjanului, a jucat un rol însemnat în istoria poporului azer. El era cunoscut prin mătăsea sa și în perioada medievală treceau pe aici caravane din multe țări ale lumii. Șamahî a ajuns la apogeul în sec.XII. Invazia mongolă l-a afectat prin distrugerile mari la fel ca și din celelalte centre culturale din Orientul Mijlociu, dar deja în sec.XIV capitala Șirvanului și-a recuperat funcțiile rămânând principalul focar de cultură din țară. În sec. XIII, în Șirvan, care suferea din cauza atacurilor permanente, cu toate că și-a pierdut măreția și puterea trecută, nu a fost întreruptă dezvoltarea culturală, la care a avut un rol semnificativ, orașul Baku, care de atunci era cunoscut prin portul său maritim și resursele de petrol.
După convertirea Azerbaidjanului (între sec.IV – VIII în țară predomina religia creștină diofisită) la islam, Șamahî a devenit unul dintre cele mai mari centre ale culturii. În orașul respectiv au trăit o mulțime de savanți și poeți printre care trebuie să remarcăm în mod obligatoriu numele marelui poet din sec. XII, Afzaladdin Haqani. Aici funcționau multe școli, universități, cenacluri și festivaluri de muzică vestite în tot Orientul Mijlociu. Existau biblioteci publice și private bogate. În apropierea orașului, în localitatea Malham, se afla Academia de Medicină ("Dar uș-șura"), înființată de unchiul lui Haqani, faimosul medic din timpul său, Kafieddin.

## Dinastia Derbendizilor
În anul 1385 Azerbaidjanul a fost din nou supus atacului din partea a doi cuceritori: Tohtamâș – hanul Hoardei de Aur și Timur Lenk (Tamerlan). Tohtamâș a maturat totul în calea sa de la Derbent până la Tabriz. Însă odată cu apropierea lui Timur cei din Hoarda de Aur au părăsit Azerbaidjanul și au plecat spre nord. În 1386 Tabrizul a fost cucerit de Timur Lenk. Poporul însă a continuat să lupte impotrivă cuceritorilor. Apăratorii cetății Alindja din Nahcivan au dat dovadă de un eroism și dârzenie extraordinară. Timp de 14 ani aceștia s-au apărat de oștile lui Timur și fiul acestuia Miranșah. În 1397 armatele conducatorului din Șeki împreună cu detașamentele georgiene au sărit în ajutorul celor asediați și au dat o lovitură puternică cuceritorilor.
Nevăzând o altă cale de apărare a țării de pustiire, șirvanșahul Ibrahim I (1382-1417) s-a prezentat la cortul lui Timur cu cadouri bogate. Folosindu-se de vrajba dintre Timur Lenk și Tohtamâș, Ibrahim I a reușit să obtină acordul pentru independența internă a Șirvanului, de asemenea, l-a convins pe Timur să oprească pustiirea Gruziei și să incheie pace cu țarul Gheorghe al VII-lea. La solicitarea lui Timur șirvaniții au luat parte la campanile sale împotrivă lui Tohtamâș și sultanului turc Bayazid I.
Intrigile dintre adepții lui Timur Lenk, care au început imediat după moartea acestuia, au clătinat puterea acestora în Azerbaidjan. În Tabriz, Maragha, Karabah și alte regiuni au început mișcările populare. Găsind momentul favorabil pentru alungarea din țară a starinilor și unirea Azerbaidjanului sub puterea sa, Ibrahim I a reușit să-i alunge pe adepții lui Timur Lenk din Azerbaidjan și chiar în 1406 să ocupe Tabrizul. Însă unirea Azerbaidjanului s-a dovedit de această dată instabilă și curând Ibrahim I a trebuit să lase Tabrizul și să plece spre nord.
În timpul sec. XV statul Șirvanșahilor a continuat să rămână independent. În timpul cărmuirii șirvanșahului Xəlilullah I (Halilullah I) (1417-1462) si lui Fərrux Yasar (Faruh Iasar) (1462-1500) se observa o anumită creștere economică. În a două jumatate a sec. XV s-au înviorat simțitor relațiile dintre Azerbaidjan și statul Moscova.